# Juan Abril Guañabens
Juan Abril Guañabens (Mataró, abril de 1852 - Tortosa, julio de 1939) fue un arquitecto español, titulado el 1879, afincado en Tortosa. Además cultivó la arqueología, el periodismo, el dibujo e incluso la pintura como simple aficionado.

## Biografía
Fue el arquitecto municipal de Tortosa durante 4 etapas entre marzo de 1882 y junio de 1901 y el principal fundador en 1900 del museo de la ciudad, conocido como Museo de la Ilercavònia donde iban a parar los hallazgos arqueológicos que se hacían. Participó en la construcción del Mercado Público (inaugurado en septiembre de 1887) junto al arquitecto Joan Torras Guardiola y en el diseño de los ensanches de la ciudad y del actual parque municipal Teodor González (frente a esta gran zona verde se encuentra su antigua casa). Sin duda es uno de los arquitectos históricos más conocidos de la ciudad de Tortosa, junto con Pablo Monguió, aunque su obra es más bien clasicista que modernista. Joan Abril fue sustituido por primera vez en su cargo municipal por el arquitecto tortosino Víctor Beltrí (1887-1890).
Durante muchos años, hasta julio de 1926, también fue el arquitecto del obispado de Tortosa, redactando diferentes proyectos de restauraciones en todo el territorio diocesano así como trabajos para la Catedral y el palacio episcopal gótico de Tortosa, el proyecto para el campanario de Cherta en 1910, el convento de las Mínimas en Mora de Ebro (1894), etc. Como arquitecto diocesano construyó el Templo de la Reparación (bendecido en 1903; calle de la Merced) y la imponente iglesia del Rosario (1914) en el barrio de Ferrerías.
Fue fundador del semanario regionalista La Voz de la Comarca (después quincenal) desde el que reeditó en fascículos semanales la edición de Fidel Fita de la obra  Los Coloquios de la insigne ciudad de Tortosa (durante los años 1906-1908) y editó en 1905 las Reflecciones sobre los diálogos de Despuig de Antonio Gil de Federich. Existen ejemplares de esta publicación editada entre 1903 y 1909 en las hemerotecas de la Biblioteca Marcelino Domingo de Tortosa y del Archivo Histórico del Bajo Ebro.
Enfermó de diabetes, gracias a sus esfuerzos se comenzó a cultivar la soja en España. Por entonces, Europa la importaba principalmente de Manchuria y en 1888 se empezó a cultivar en Estados Unidos). En 1918 publicó el periódico barcelonés La Veu de Catalunya los espectaculares resultados del cultivo de esta planta de la familia de las leguminosas y sus saludables efectos nutritivos.
Una calle de Tortosa, en el barrio periférico del Grupo del Temple, lleva su nombre en recuerdo y homenaje. Queda mucho por estudiar de su obra todavía hoy en día.